# Interlands Engels voetbalelftal 1950-1959
Deze pagina toont een chronologisch en gedetailleerd overzicht van de interlands die het Engels voetbalelftal heeft gespeeld in de periode 1950 – 1959.

## Interlands

### 1950
| |           |                 |          |                                                                             |
| 15 april WK 1950 kwalificatie / British Home Championship 1949/50 № 253 «onderlinge duels» 15:00 uur (UTC+1) | Schotland | 0 – 1           | Engeland | Hampden Park, Glasgow Toeschouwers: 133.300 Scheidsrechter: Reg Leafe (ENG) |
| 15 april WK 1950 kwalificatie / British Home Championship 1949/50 № 253 «onderlinge duels» 15:00 uur (UTC+1) |           | 63' Roy Bentley |          | Hampden Park, Glasgow Toeschouwers: 133.300 Scheidsrechter: Reg Leafe (ENG) |

|                                                                   |                                                |       |                                                               |                                                                                               |
| 14 mei Vriendschappelijk № 254 «onderlinge duels» 17:00 uur (UTC) | Portugal                                       | 3 – 5 | Engeland                                                      | Estádio Nacional do Jamor, Oeiras Toeschouwers: 65.000 Scheidsrechter: Giuseppe Carpani (ITA) |
| 14 mei Vriendschappelijk № 254 «onderlinge duels» 17:00 uur (UTC) | Henrique Ben David 47', 59' Manuel Vasques 70' |       | 4' (pen.), 28', 55', 72' (pen.) Tom Finney 15' Stan Mortensen | Estádio Nacional do Jamor, Oeiras Toeschouwers: 65.000 Scheidsrechter: Giuseppe Carpani (ITA) |

|                                                                     |                 |       |                                                                      |                                                                                    |
| 18 mei Vriendschappelijk № 255 «onderlinge duels» 15:30 uur (UTC+1) | België          | 1 – 4 | Engeland                                                             | Heizelstadion, Brussel Toeschouwers: 55.854 Scheidsrechter: Raymond Vincenti (FRA) |
| 18 mei Vriendschappelijk № 255 «onderlinge duels» 15:30 uur (UTC+1) | Jef Mermans 43' |       | 46' Jimmy Mullen 65' Stan Mortensen 68' Wilf Mannion 86' Roy Bentley | Heizelstadion, Brussel Toeschouwers: 55.854 Scheidsrechter: Raymond Vincenti (FRA) |

| Wereldkampioenschap voetbal 1950 |
| -------------------------------- |

|                                                                    |       |                                     |          |                                                                                      |
| 25 juni WK 1950 Groep B № 256 «onderlinge duels» 15:00 uur (UTC−3) | Chili | 0 – 2                               | Engeland | Maracanã, Rio de Janeiro Toeschouwers: .000 Scheidsrechter: Karel van der Meer (NED) |
| 25 juni WK 1950 Groep B № 256 «onderlinge duels» 15:00 uur (UTC−3) |       | 27' Stan Mortensen 51' Wilf Mannion |          | Maracanã, Rio de Janeiro Toeschouwers: .000 Scheidsrechter: Karel van der Meer (NED) |

|                                                                    |                  |                  |          |                                                                                                   |
| 29 juni WK 1950 Groep B № 257 «onderlinge duels» 15:00 uur (UTC−3) | Verenigde Staten | 1 – 0            | Engeland | Estádio Independência, Belo Horizonte Toeschouwers: 10.151 Scheidsrechter: Generoso Dattilo (ITA) |
| 29 juni WK 1950 Groep B № 257 «onderlinge duels» 15:00 uur (UTC−3) |                  | 38' Joe Gaetjens |          | Estádio Independência, Belo Horizonte Toeschouwers: 10.151 Scheidsrechter: Generoso Dattilo (ITA) |

|                                                                   |          |                 |        |                                                                                      |
| 2 juli WK 1950 Groep B № 258 «onderlinge duels» 15:00 uur (UTC−3) | Engeland | 0 – 1           | Spanje | Maracanã, Rio de Janeiro Toeschouwers: 74.462 Scheidsrechter: Giovanni Galeati (ITA) |
| 2 juli WK 1950 Groep B № 258 «onderlinge duels» 15:00 uur (UTC−3) |          | 49' Telmo Zarra |        | Maracanã, Rio de Janeiro Toeschouwers: 74.462 Scheidsrechter: Giovanni Galeati (ITA) |

|  |  |  |  |  |  |  |  |  |

|                                                                                        |                    |       |                                                      |                                                                                  |
| 7 oktober British Home Championship 1950/51 № 259 «onderlinge duels» 15:00 uur (UTC+1) | Noord-Ierland      | 1 – 4 | Engeland                                             | Windsor Park, Belfast Toeschouwers: 46.000 Scheidsrechter: George Mitchell (SCO) |
| 7 oktober British Home Championship 1950/51 № 259 «onderlinge duels» 15:00 uur (UTC+1) | Eddie McMorran 74' |       | 43', 86' Eddie Baily 64' Jackie Lee 85' Billy Wright | Windsor Park, Belfast Toeschouwers: 46.000 Scheidsrechter: George Mitchell (SCO) |

|                                                                                        |                                                          |       |                      |                                                                              |
| 15 november British Home Championship 1950/51 № 260 «onderlinge duels» 14:30 uur (UTC) | Engeland                                                 | 4 – 2 | Wales                | Roker Park, Sunderland Toeschouwers: 59.137 Scheidsrechter: Jack Mowat (SCO) |
| 15 november British Home Championship 1950/51 № 260 «onderlinge duels» 14:30 uur (UTC) | Eddie Baily 31', 40' Wilf Mannion 66' Jackie Milburn 90' |       | 48', 71' Trevor Ford | Roker Park, Sunderland Toeschouwers: 59.137 Scheidsrechter: Jack Mowat (SCO) |

|                                                                        |                        |       |                                                |                                                                                |
| 22 november Vriendschappelijk № 261 «onderlinge duels» 14:15 uur (UTC) | Engeland               | 2 – 2 | Joegoslavië                                    | Highbury, Londen Toeschouwers: 61.454 Scheidsrechter: Karel van der Meer (NED) |
| 22 november Vriendschappelijk № 261 «onderlinge duels» 14:15 uur (UTC) | Nat Lofthouse 29', 34' |       | 41' (e.d.) Leslie Compton 78' Todor Živanović< | Highbury, Londen Toeschouwers: 61.454 Scheidsrechter: Karel van der Meer (NED) |

### 1951
|                                                                                     |                                   |       |                                                         |                                                                                    |
| 14 april British Home Championship 1950/51 № 262 «onderlinge duels» 15:00 uur (UTC) | Engeland                          | 2 – 3 | Schotland                                               | Wembley Stadium, Londen Toeschouwers: 98.750 Scheidsrechter: George Mitchell (SCO) |
| 14 april British Home Championship 1950/51 № 262 «onderlinge duels» 15:00 uur (UTC) | Harold Hassall 26' Tom Finney 63' |       | 33' Bobby Johnstone 47' Lawrie Reilly 53' Billy Liddell | Wembley Stadium, Londen Toeschouwers: 98.750 Scheidsrechter: George Mitchell (SCO) |

|                                                                    |                                       |       |            |                                                                                     |
| 9 mei Vriendschappelijk № 263 «onderlinge duels» 15:00 uur (UTC+1) | Engeland                              | 2 – 1 | Argentinië | Wembley Stadium, Londen Toeschouwers: 99.000 Scheidsrechter: Mervyn Griffiths (WAL) |
| 9 mei Vriendschappelijk № 263 «onderlinge duels» 15:00 uur (UTC+1) | Jackie Milburn 79' Stan Mortensen 86' |       | ?          | Wembley Stadium, Londen Toeschouwers: 99.000 Scheidsrechter: Mervyn Griffiths (WAL) |

|                                                                     |                                                                            |       |                        |                                                                                 |
| 19 mei Vriendschappelijk № 264 «onderlinge duels» 15:00 uur (UTC+1) | Engeland                                                                   | 5 – 2 | Portugal               | Goodison Park, Liverpool Toeschouwers: 52.686 Scheidsrechter: Louis Baert (BEL) |
| 19 mei Vriendschappelijk № 264 «onderlinge duels» 15:00 uur (UTC+1) | Bill Nicholson 1' Jackie Milburn 9', 83' Tom Finney 75' Harold Hassall 87' |       | 2' Patalino 48' Albano | Goodison Park, Liverpool Toeschouwers: 52.686 Scheidsrechter: Louis Baert (BEL) |

|                                                                        |                                            |       |                                 |                                                                        |
| 3 oktober Vriendschappelijk № 265 «onderlinge duels» 15:00 uur (UTC+1) | Engeland                                   | 2 – 2 | Frankrijk                       | Highbury, Londen Toeschouwers: 57.603 Scheidsrechter: Jack Mowat (SCO) |
| 3 oktober Vriendschappelijk № 265 «onderlinge duels» 15:00 uur (UTC+1) | Abdelkader Firoud 4' (e.d.) Les Medley 32' |       | 18' André Doye 19' René Alpsteg | Highbury, Londen Toeschouwers: 57.603 Scheidsrechter: Jack Mowat (SCO) |

|                                                                                         |                  |       |                |                                                                              |
| 20 oktober British Home Championship 1951/52 № 266 «onderlinge duels» 15:00 uur (UTC+1) | Wales            | 1 – 1 | Engeland       | Ninian Park, Cardiff Toeschouwers: 51.500 Scheidsrechter: Doug Gerrard (SCO) |
| 20 oktober British Home Championship 1951/52 № 266 «onderlinge duels» 15:00 uur (UTC+1) | Billy Foulkes 3' |       | 6' Eddie Baily | Ninian Park, Cardiff Toeschouwers: 51.500 Scheidsrechter: Doug Gerrard (SCO) |

|                                                                                        |                        |       |               |                                                                                    |
| 14 november British Home Championship 1951/52 № 267 «onderlinge duels» 14:30 uur (UTC) | Engeland               | 2 – 0 | Noord-Ierland | Villa Park, Birmingham Toeschouwers: 57.889 Scheidsrechter: Mervyn Griffiths (WAL) |
| 14 november British Home Championship 1951/52 № 267 «onderlinge duels» 14:30 uur (UTC) | Nat Lofthouse 40', 83' |       |               | Villa Park, Birmingham Toeschouwers: 57.889 Scheidsrechter: Mervyn Griffiths (WAL) |

|                                                                        |                                         |       |                                               |                                                                                |
| 28 november Vriendschappelijk № 268 «onderlinge duels» 14:15 uur (UTC) | Engeland                                | 2 – 2 | Oostenrijk                                    | Wembley Stadium, Londen Toeschouwers: 100.000 Scheidsrechter: Jack Mowat (SCO) |
| 28 november Vriendschappelijk № 268 «onderlinge duels» 14:15 uur (UTC) | Alf Ramsey 68' (pen.) Nat Lofthouse 75' |       | 46' Ernst Melchior 88' (pen.) Ernst Stojaspal | Wembley Stadium, Londen Toeschouwers: 100.000 Scheidsrechter: Jack Mowat (SCO) |

### 1952
|                                                                                    |                   |       |                       |                                                                                |
| 5 april British Home Championship 1951/52 № 269 «onderlinge duels» 15:00 uur (UTC) | Schotland         | 1 – 2 | Engeland              | Hampden Park, Glasgow Toeschouwers: 134.504 Scheidsrechter: Paddy Morris (NIR) |
| 5 april British Home Championship 1951/52 № 269 «onderlinge duels» 15:00 uur (UTC) | Lawrie Reilly 76' |       | 10', 44' Stan Pearson | Hampden Park, Glasgow Toeschouwers: 134.504 Scheidsrechter: Paddy Morris (NIR) |

|                                                                     |                   |       |                 |                                                                                           |
| 18 mei Vriendschappelijk № 270 «onderlinge duels» 16:00 uur (UTC+1) | Italië            | 1 – 1 | Engeland        | Stadio Artemio Franchi, Florence Toeschouwers: 93.000 Scheidsrechter: Alois Beranek (AUT) |
| 18 mei Vriendschappelijk № 270 «onderlinge duels» 16:00 uur (UTC+1) | Amedeo Amadei 58' |       | 4' Ivor Broadis | Stadio Artemio Franchi, Florence Toeschouwers: 93.000 Scheidsrechter: Alois Beranek (AUT) |

|                                                                     |                                   |       |                                          |                                                                                   |
| 25 mei Vriendschappelijk № 271 «onderlinge duels» 17:00 uur (UTC+1) | Oostenrijk                        | 2 – 3 | Engeland                                 | Prater-Stadion, Wenen Toeschouwers: 64.000 Scheidsrechter: Giuseppe Carpani (ITA) |
| 25 mei Vriendschappelijk № 271 «onderlinge duels» 17:00 uur (UTC+1) | Dolfi Huber 27' Robert Dienst 42' |       | 25', 83' Nat Lofthouse 28' Jackie Sewell | Prater-Stadion, Wenen Toeschouwers: 64.000 Scheidsrechter: Giuseppe Carpani (ITA) |

|                                                                     |             |                                          |          |                                                                         |
| 28 mei Vriendschappelijk № 272 «onderlinge duels» 18:30 uur (UTC+1) | Zwitserland | 0 – 3                                    | Engeland | Hardturm, Zürich Toeschouwers: 33.000 Scheidsrechter: Louis Baert (BEL) |
| 28 mei Vriendschappelijk № 272 «onderlinge duels» 18:30 uur (UTC+1) |             | 13' Jackie Sewell 51', 87' Nat Lofthouse |          | Hardturm, Zürich Toeschouwers: 33.000 Scheidsrechter: Louis Baert (BEL) |

|                                                                                      |                        |       |                                    |                                                                               |
| 4 oktober British Home Championship 1952/53 № 273 «onderlinge duels» 15:00 uur (UTC) | Noord-Ierland          | 2 – 2 | Engeland                           | Windsor Park, Belfast Toeschouwers: 58.000 Scheidsrechter: Doug Gerrard (SCO) |
| 4 oktober British Home Championship 1952/53 № 273 «onderlinge duels» 15:00 uur (UTC) | Charlie Tully 15', 47' |       | 1' Nat Lofthouse 90' Billy Elliott | Windsor Park, Belfast Toeschouwers: 58.000 Scheidsrechter: Doug Gerrard (SCO) |

|                                                                                        |                                                                        |       |                      |                                                                                 |
| 12 november British Home Championship 1952/53 № 274 «onderlinge duels» 14:15 uur (UTC) | Engeland                                                               | 5 – 2 | Wales                | Wembley Stadium, Londen Toeschouwers: 94.094 Scheidsrechter: Doug Gerrard (SCO) |
| 12 november British Home Championship 1952/53 № 274 «onderlinge duels» 14:15 uur (UTC) | Tom Finney 8' Nat Lofthouse 10', 75' Jack Froggatt 44' Roy Bentley 47' |       | 15', 49' Trevor Ford | Wembley Stadium, Londen Toeschouwers: 94.094 Scheidsrechter: Doug Gerrard (SCO) |

|                                                                        |                                                                    |       |        |                                                                             |
| 26 november Vriendschappelijk № 275 «onderlinge duels» 14:15 uur (UTC) | Engeland                                                           | 5 – 0 | België | Wembley Stadium, Londen Toeschouwers: 68.333 Scheidsrechter: Leo Horn (NED) |
| 26 november Vriendschappelijk № 275 «onderlinge duels» 14:15 uur (UTC) | Billy Elliott 4', 48' Nat Lofthouse 42', 86' Redfearn Froggatt 60' |       |        | Wembley Stadium, Londen Toeschouwers: 68.333 Scheidsrechter: Leo Horn (NED) |

### 1953
|                                                                                     |                       |       |                        |                                                                                    |
| 18 april British Home Championship 1952/53 № 276 «onderlinge duels» 15:00 uur (UTC) | Engeland              | 2 – 2 | Schotland              | Wembley Stadium, Londen Toeschouwers: 97.000 Scheidsrechter: Thomas Mitchell (NIR) |
| 18 april British Home Championship 1952/53 № 276 «onderlinge duels» 15:00 uur (UTC) | Ivor Broadis 18', 69' |       | 54', 89' Lawrie Reilly | Wembley Stadium, Londen Toeschouwers: 97.000 Scheidsrechter: Thomas Mitchell (NIR) |

|                                                                     |            |       |          |                                                                                          |
| 17 mei Vriendschappelijk № 277 «onderlinge duels» 14:00 uur (UTC−3) | Argentinië | 0 – 0 | Engeland | Estadio Monumental, Buenos Aires Toeschouwers: 80.000 Scheidsrechter: Arthur Ellis (ENG) |
| 17 mei Vriendschappelijk № 277 «onderlinge duels» 14:00 uur (UTC−3) |            |       |          | Estadio Monumental, Buenos Aires Toeschouwers: 80.000 Scheidsrechter: Arthur Ellis (ENG) |

|                                                   |       |       |                                    |                                                                                    |
| 24 mei Vriendschappelijk № 278 «onderlinge duels» | Chili | 1 – 2 | Engeland                           | Estadio Nacional, Santiago Toeschouwers: 56.398 Scheidsrechter: Arthur Ellis (ENG) |
| 24 mei Vriendschappelijk № 278 «onderlinge duels» | ?     |       | 48' Tommy Taylor 68' Nat Lofthouse | Estadio Nacional, Santiago Toeschouwers: 56.398 Scheidsrechter: Arthur Ellis (ENG) |

|                                                                     |         |       |                  |                                                                                        |
| 31 mei Vriendschappelijk № 279 «onderlinge duels» 15:00 uur (UTC−3) | Uruguay | 2 – 1 | Engeland         | Estadio Centenario, Montevideo Toeschouwers: 66.072 Scheidsrechter: Arthur Ellis (ENG) |
| 31 mei Vriendschappelijk № 279 «onderlinge duels» 15:00 uur (UTC−3) | ?       |       | 89' Tommy Taylor | Estadio Centenario, Montevideo Toeschouwers: 66.072 Scheidsrechter: Arthur Ellis (ENG) |

|                                                                     |                                                            |       |                                                                                   |                                                                              |
| 8 juni Vriendschappelijk № 280 «onderlinge duels» 20:00 uur (UTC−4) | Verenigde Staten                                           | 3 – 6 | Engeland                                                                          | Yankee Stadium, New York Toeschouwers: 7.271 Scheidsrechter: Sam Galin (USA) |
| 8 juni Vriendschappelijk № 280 «onderlinge duels» 20:00 uur (UTC−4) | Otto Decker 64' Otto Decker 65' George Athineos 70' (pen.) |       | 43' Ivor Broadis 48', 62' Nat Lofthouse 50', 73' Tom Finney 80' Redfearn Froggatt | Yankee Stadium, New York Toeschouwers: 7.271 Scheidsrechter: Sam Galin (USA) |

| |                    |       |                                                |                                                                                   |
| 10 oktober WK 1954 kwalificatie / British Home Championship 1953/54 № 281 «onderlinge duels» 15:00 uur (UTC) | Wales              | 1 – 4 | Engeland                                       | Ninian Park, Cardiff Toeschouwers: 61.000 Scheidsrechter: Charlie Faultless (SCO) |
| 10 oktober WK 1954 kwalificatie / British Home Championship 1953/54 № 281 «onderlinge duels» 15:00 uur (UTC) | Ivor Allchurch 22' |       | 45', 49' Dennis Wilshaw 52', 53' Nat Lofthouse | Ninian Park, Cardiff Toeschouwers: 61.000 Scheidsrechter: Charlie Faultless (SCO) |

|                                                                                  |                                                               |       |        |                                                                                     |
| 21 oktober Vriendschappelijk FA 90-jarig jubileumwedstrijd № 282 14:30 uur (UTC) | Engeland                                                      | 4 – 4 | Europa | Wembley Stadium, Londen Toeschouwers: 96.000 Scheidsrechter: Mervyn Griffiths (WAL) |
| 21 oktober Vriendschappelijk FA 90-jarig jubileumwedstrijd № 282 14:30 uur (UTC) | Stan Mortensen 7' Jimmy Mullen 42', 48' Alf Ramsey 89' (pen.) |       | ?      | Wembley Stadium, Londen Toeschouwers: 96.000 Scheidsrechter: Mervyn Griffiths (WAL) |

| |                                          |       |                    |                                                                               |
| 11 november WK 1954 kwalificatie / British Home Championship 1953/54 № 283 «onderlinge duels» 14:30 uur (UTC) | Engeland                                 | 3 – 1 | Noord-Ierland      | Goodison Park, Liverpool Toeschouwers: 70.000 Scheidsrechter: Bob Smith (WAL) |
| 11 november WK 1954 kwalificatie / British Home Championship 1953/54 № 283 «onderlinge duels» 14:30 uur (UTC) | Harold Hassall 1', 60' Nat Lofthouse 75' |       | 54' Eddie McMorran | Goodison Park, Liverpool Toeschouwers: 70.000 Scheidsrechter: Bob Smith (WAL) |

|                                                                        |                                                            |       |                                                                        |                                                                              |
| 25 november Vriendschappelijk № 284 «onderlinge duels» 14:15 uur (UTC) | Engeland                                                   | 3 – 6 | Hongarije                                                              | Wembley Stadium, Londen Toeschouwers: 100.000 Scheidsrechter: Leo Horn (NED) |
| 25 november Vriendschappelijk № 284 «onderlinge duels» 14:15 uur (UTC) | Jackie Sewell 14' Stan Mortensen 38' Alf Ramsey 57' (pen.) |       | 1', 22', 53' Nándor Hidegkuti 25', 29' Ferenc Puskás 50' József Bozsik | Wembley Stadium, Londen Toeschouwers: 100.000 Scheidsrechter: Leo Horn (NED) |

### 1954
| |                                  |       |                                                                        |                                                                                   |
| 3 april WK 1954 kwalificatie / British Home Championship 1953/54 № 285 «onderlinge duels» 15:00 uur (UTC+1) | Schotland                        | 2 – 4 | Engeland                                                               | Hampden Park, Glasgow Toeschouwers: 134.544 Scheidsrechter: Thomas Mitchell (NIR) |
| 3 april WK 1954 kwalificatie / British Home Championship 1953/54 № 285 «onderlinge duels» 15:00 uur (UTC+1) | Allan Brown 7' Willie Ormond 88' |       | 14' Ivor Broadis 49' Johnny Nicholls 68' Ronnie Allen 85' Jimmy Mullen | Hampden Park, Glasgow Toeschouwers: 134.544 Scheidsrechter: Thomas Mitchell (NIR) |

|                                                                     |                 |       |          |                                                                                |
| 16 mei Vriendschappelijk № 286 «onderlinge duels» 17:00 uur (UTC+1) | Joegoslavië     | 1 – 0 | Engeland | JNA Stadion, Belgrado Toeschouwers: 60.000 Scheidsrechter: Erich Steiner (AUT) |
| 16 mei Vriendschappelijk № 286 «onderlinge duels» 17:00 uur (UTC+1) | Rajko Mitić 87' |       |          | JNA Stadion, Belgrado Toeschouwers: 60.000 Scheidsrechter: Erich Steiner (AUT) |

|                                                                     | |       |                  |                                                                                   |
| 23 mei Vriendschappelijk № 287 «onderlinge duels» 17:30 uur (UTC+1) | Hongarije                                                                                           | 7 – 1 | Engeland         | Népstadion, Boedapest Toeschouwers: 92.000 Scheidsrechter: Giorgio Bernardi (ITA) |
| 23 mei Vriendschappelijk № 287 «onderlinge duels» 17:30 uur (UTC+1) | Mihály Lantos 8' Ferenc Puskás 21', 73' Sándor Kocsis 31', 56' József Tóth 60' Nándor Hidegkuti 62' |       | 68' Ivor Broadis | Népstadion, Boedapest Toeschouwers: 92.000 Scheidsrechter: Giorgio Bernardi (ITA) |

| Wereldkampioenschap voetbal 1954 |
| -------------------------------- |

|                                                                    |                                                                  |       |                                              |                                                                                 |
| 17 juni WK 1954 Groep D № 288 «onderlinge duels» 18:00 uur (UTC+1) | België                                                           | 4 – 4 | Engeland                                     | St. Jakob-Park, Bazel Toeschouwers: 14.000 Scheidsrechter: Emil Schmetzer (FRG) |
| 17 juni WK 1954 Groep D № 288 «onderlinge duels» 18:00 uur (UTC+1) | Léopold Anoul 5', 71' Rik Coppens 67' Jimmy Dickinson 94' (e.d.) |       | 26', 63' Ivor Broadis 36', 91' Nat Lofthouse | St. Jakob-Park, Bazel Toeschouwers: 14.000 Scheidsrechter: Emil Schmetzer (FRG) |

|                                                                    |             |                                     |          |                                                                        |
| 20 juni WK 1954 Groep D № 289 «onderlinge duels» 17:00 uur (UTC+2) | Zwitserland | 0 – 2                               | Engeland | Wankdorf, Bern Toeschouwers: 43.119 Scheidsrechter: Istvan Zsolt (HUN) |
| 20 juni WK 1954 Groep D № 289 «onderlinge duels» 17:00 uur (UTC+2) |             | 43' Jimmy Mullen 69' Dennis Wilshaw |          | Wankdorf, Bern Toeschouwers: 43.119 Scheidsrechter: Istvan Zsolt (HUN) |

|                                                                        |                                                                                   |       |                                  |                                                                                |
| 26 juni WK 1954 Kwartfinale № 290 «onderlinge duels» 17:00 uur (UTC+1) | Uruguay                                                                           | 4 – 2 | Engeland                         | St. Jakob-Park, Bazel Toeschouwers: 28.000 Scheidsrechter: Erich Steiner (AUT) |
| 26 juni WK 1954 Kwartfinale № 290 «onderlinge duels» 17:00 uur (UTC+1) | Carlos Forbs 5' Obdulio Varela 39' Juan Alberto Schiaffino 46' Javier Ambrois 78' |       | 15' Nat Lofthouse 68' Tom Finney | St. Jakob-Park, Bazel Toeschouwers: 28.000 Scheidsrechter: Erich Steiner (AUT) |

|  |  |  |  |  |  |  |  |  |

|                                                                                        |               |                                 |          |                                                                                    |
| 2 oktober British Home Championship 1954/55 № 291 «onderlinge duels» 15:00 uur (UTC+1) | Noord-Ierland | 0 – 2                           | Engeland | Windsor Park, Belfast Toeschouwers: 59.000 Scheidsrechter: Charlie Faultless (SCO) |
| 2 oktober British Home Championship 1954/55 № 291 «onderlinge duels» 15:00 uur (UTC+1) |               | 75' Johnny Haynes 78' Don Revie |          | Windsor Park, Belfast Toeschouwers: 59.000 Scheidsrechter: Charlie Faultless (SCO) |

|                                                                                        |                           |       |                       |                                                                                      |
| 10 november British Home Championship 1954/55 № 292 «onderlinge duels» 14:15 uur (UTC) | Engeland                  | 3 – 2 | Wales                 | Wembley Stadium, Londen Toeschouwers: 89.789 Scheidsrechter: Charlie Faultless (SCO) |
| 10 november British Home Championship 1954/55 № 292 «onderlinge duels» 14:15 uur (UTC) | Roy Bentley 70', 76', 88' |       | 35', 77' John Charles | Wembley Stadium, Londen Toeschouwers: 89.789 Scheidsrechter: Charlie Faultless (SCO) |

|                                                                       |                                                     |       |                 |                                                                                        |
| 1 december Vriendschappelijk № 293 «onderlinge duels» 14:00 uur (UTC) | Engeland                                            | 3 – 1 | West-Duitsland  | Wembley Stadium, Londen Toeschouwers: 100.000 Scheidsrechter: Vincenzo Orlandini (ITA) |
| 1 december Vriendschappelijk № 293 «onderlinge duels» 14:00 uur (UTC) | Roy Bentley 28' Ronnie Allen 48' Len Shackleton 79' |       | 77' Alfred Beck | Wembley Stadium, Londen Toeschouwers: 100.000 Scheidsrechter: Vincenzo Orlandini (ITA) |

### 1955
|                                                                                    |                                                                      |       |                                      |                                                                                     |
| 2 april British Home Championship 1954/55 № 294 «onderlinge duels» 15:00 uur (UTC) | Engeland                                                             | 7 – 2 | Schotland                            | Wembley Stadium, Londen Toeschouwers: 96.847 Scheidsrechter: Mervyn Griffiths (WAL) |
| 2 april British Home Championship 1954/55 № 294 «onderlinge duels» 15:00 uur (UTC) | Dennis Wilshaw 1', 70', 73', 84' Nat Lofthouse 7', 36' Don Revie 24' |       | 15' Lawrie Reilly 85' Tommy Docherty | Wembley Stadium, Londen Toeschouwers: 96.847 Scheidsrechter: Mervyn Griffiths (WAL) |

|                                                                     |                  |       |          |                                                                                                  |
| 15 mei Vriendschappelijk № 295 «onderlinge duels» 15:00 uur (UTC+1) | Frankrijk        | 1 – 0 | Engeland | Stade olympique Yves-du-Manoir, Parijs Toeschouwers: 54.696 Scheidsrechter: Emil Schmetzer (FRG) |
| 15 mei Vriendschappelijk № 295 «onderlinge duels» 15:00 uur (UTC+1) | Raymond Kopa 37' |       |          | Stade olympique Yves-du-Manoir, Parijs Toeschouwers: 54.696 Scheidsrechter: Emil Schmetzer (FRG) |

|                                                                     |                 |       |                 |                                                                                              |
| 18 mei Vriendschappelijk № 296 «onderlinge duels» 17:30 uur (UTC+1) | Spanje          | 1 – 1 | Engeland        | Estadio Santiago Bernabéu, Madrid Toeschouwers: 125.000 Scheidsrechter: Riccardo Pieri (ITA) |
| 18 mei Vriendschappelijk № 296 «onderlinge duels» 17:30 uur (UTC+1) | Héctor Rial 65' |       | 38' Roy Bentley | Estadio Santiago Bernabéu, Madrid Toeschouwers: 125.000 Scheidsrechter: Riccardo Pieri (ITA) |

|                                                                     |                                 |       |                 |                                                                                      |
| 22 mei Vriendschappelijk № 297 «onderlinge duels» 17:00 uur (UTC+1) | Portugal                        | 3 – 1 | Engeland        | Estádio das Antas, Porto Toeschouwers: 47.150 Scheidsrechter: Giorgio Bernardi (ITA) |
| 22 mei Vriendschappelijk № 297 «onderlinge duels» 17:00 uur (UTC+1) | José Águas 24', 83' Matateu 79' |       | 19' Roy Bentley | Estádio das Antas, Porto Toeschouwers: 47.150 Scheidsrechter: Giorgio Bernardi (ITA) |

|                                                                        |                   |       |                                                              |                                                                                               |
| 2 oktober Vriendschappelijk № 298 «onderlinge duels» 13:30 uur (UTC+1) | Denemarken        | 1 – 5 | Engeland                                                     | Københavns Idrætspark, Kopenhagen Toeschouwers: 50.000 Scheidsrechter: Giorgio Bernardi (ITA) |
| 2 oktober Vriendschappelijk № 298 «onderlinge duels» 13:30 uur (UTC+1) | Knud Lundberg 62' |       | 26', 53' Don Revie 31', 41' Nat Lofthouse 80' Geoff Bradford | Københavns Idrætspark, Kopenhagen Toeschouwers: 50.000 Scheidsrechter: Giorgio Bernardi (ITA) |

|                                                                                       |                                    |       |                         |                                                                                 |
| 22 oktober British Home Championship 1955/56 № 299 «onderlinge duels» 15:00 uur (UTC) | Wales                              | 2 – 1 | Engeland                | Ninian Park, Cardiff Toeschouwers: 60.000 Scheidsrechter: Thomas Mitchell (NIR) |
| 22 oktober British Home Championship 1955/56 № 299 «onderlinge duels» 15:00 uur (UTC) | Derek Tapscott 41' Cliff Jones 43' |       | 51' (e.d.) John Charles | Ninian Park, Cardiff Toeschouwers: 60.000 Scheidsrechter: Thomas Mitchell (NIR) |

|                                                                                       |                                        |       |               |                                                                                     |
| 2 november British Home Championship 1955/56 № 300 «onderlinge duels» 14:15 uur (UTC) | Engeland                               | 3 – 0 | Noord-Ierland | Wembley Stadium, Londen Toeschouwers: 60.000 Scheidsrechter: Mervyn Griffiths (WAL) |
| 2 november British Home Championship 1955/56 № 300 «onderlinge duels» 14:15 uur (UTC) | Dennis Wilshaw 50', 52' Tom Finney 88' |       |               | Wembley Stadium, Londen Toeschouwers: 60.000 Scheidsrechter: Mervyn Griffiths (WAL) |

|                                                                        |                                                   |       |            |                                                                                   |
| 30 november Vriendschappelijk № 301 «onderlinge duels» 14:00 uur (UTC) | Engeland                                          | 4 – 1 | Spanje     | Wembley Stadium, Londen Toeschouwers: 95.550 Scheidsrechter: Maurice Guigue (FRA) |
| 30 november Vriendschappelijk № 301 «onderlinge duels» 14:00 uur (UTC) | John Atyeo 12' Bill Perry 13', 60' Tom Finney 59' |       | 78' Arieta | Wembley Stadium, Londen Toeschouwers: 95.550 Scheidsrechter: Maurice Guigue (FRA) |

### 1956
|                                                                                     |                   |       |                   |                                                                                     |
| 14 april British Home Championship 1955/56 № 302 «onderlinge duels» 15:00 uur (UTC) | Schotland         | 1 – 1 | Engeland          | Hampden Park, Glasgow Toeschouwers: 132.817 Scheidsrechter: Leo Callaghan (Glasgow) |
| 14 april British Home Championship 1955/56 № 302 «onderlinge duels» 15:00 uur (UTC) | Graham Leggat 60' |       | 89' Johnny Haynes | Hampden Park, Glasgow Toeschouwers: 132.817 Scheidsrechter: Leo Callaghan (Glasgow) |

|                                                                    |                                             |       |          |                                                                                   |
| 9 mei Vriendschappelijk № 303 «onderlinge duels» 15:00 uur (UTC+1) | Engeland                                    | 4 – 2 | Brazilië | Wembley Stadium, Londen Toeschouwers: 97.000 Scheidsrechter: Maurice Guigue (FRA) |
| 9 mei Vriendschappelijk № 303 «onderlinge duels» 15:00 uur (UTC+1) | Tommy Taylor 3', 65' Colin Grainger 5', 83' |       | ?        | Wembley Stadium, Londen Toeschouwers: 97.000 Scheidsrechter: Maurice Guigue (FRA) |

|                                                                     |        |       |          |                                                                           |
| 16 mei Vriendschappelijk № 304 «onderlinge duels» 18:30 uur (UTC+1) | Zweden | 0 – 0 | Engeland | Råsundastadion, Solna Toeschouwers: 35.000 Scheidsrechter: Leo Horn (NED) |
| 16 mei Vriendschappelijk № 304 «onderlinge duels» 18:30 uur (UTC+1) |        |       |          | Råsundastadion, Solna Toeschouwers: 35.000 Scheidsrechter: Leo Horn (NED) |

|                                                                     |                   |       |                                                                               |                                                                                                |
| 20 mei Vriendschappelijk № 305 «onderlinge duels» 14:00 uur (UTC+2) | Finland           | 1 – 5 | Engeland                                                                      | Olympisch Stadion, Helsinki Toeschouwers: 20.177 Scheidsrechter: Carl Frederik Jørgensen (DEN) |
| 20 mei Vriendschappelijk № 305 «onderlinge duels» 14:00 uur (UTC+2) | Olli Forsgrén 42' |       | 20' Dennis Wilshaw 22' Johnny Haynes 29' Gordon Astall 63', 82' Nat Lofthouse | Olympisch Stadion, Helsinki Toeschouwers: 20.177 Scheidsrechter: Carl Frederik Jørgensen (DEN) |

|                                                                     |                  |       |                                                         |                                                                                      |
| 26 mei Vriendschappelijk № 306 «onderlinge duels» 17:30 uur (UTC+1) | West-Duitsland   | 1 – 3 | Engeland                                                | Olympiastadion, West-Berlijn Toeschouwers: 95.000 Scheidsrechter: István Zsolt (HUN) |
| 26 mei Vriendschappelijk № 306 «onderlinge duels» 17:30 uur (UTC+1) | Fritz Walter 85' |       | 26' Duncan Edwards 63' Colin Grainger 69' Johnny Haynes | Olympiastadion, West-Berlijn Toeschouwers: 95.000 Scheidsrechter: István Zsolt (HUN) |

|                                                                                        |                   |       |                     |                                                                                |
| 6 oktober British Home Championship 1956/57 № 307 «onderlinge duels» 15:00 uur (UTC+1) | Noord-Ierland     | 1 – 1 | Engeland            | Windsor Park, Belfast Toeschouwers: 58.420 Scheidsrechter: Hugh Phillips (SCO) |
| 6 oktober British Home Championship 1956/57 № 307 «onderlinge duels» 15:00 uur (UTC+1) | Jimmy McIlroy 10' |       | 2' Stanley Matthews | Windsor Park, Belfast Toeschouwers: 58.420 Scheidsrechter: Hugh Phillips (SCO) |

|                                                                                        |                                                    |       |                 |                                                                                  |
| 14 november British Home Championship 1956/57 № 308 «onderlinge duels» 14:30 uur (UTC) | Engeland                                           | 3 – 1 | Wales           | Wembley Stadium, Londen Toeschouwers: 93.796 Scheidsrechter: Hugh Phillips (SCO) |
| 14 november British Home Championship 1956/57 № 308 «onderlinge duels» 14:30 uur (UTC) | Johnny Brooks 52' Tom Finney 55' Johnny Haynes 75' |       | 8' John Charles | Wembley Stadium, Londen Toeschouwers: 93.796 Scheidsrechter: Hugh Phillips (SCO) |

|                                                                        |                                         |       |             |                                                                                   |
| 28 november Vriendschappelijk № 309 «onderlinge duels» 14:30 uur (UTC) | Engeland                                | 3 – 0 | Joegoslavië | Wembley Stadium, Londen Toeschouwers: 75.000 Scheidsrechter: Édouard Harzic (FRA) |
| 28 november Vriendschappelijk № 309 «onderlinge duels» 14:30 uur (UTC) | Johnny Brooks 13' Tommy Taylor 63', 88' |       |             | Wembley Stadium, Londen Toeschouwers: 75.000 Scheidsrechter: Édouard Harzic (FRA) |

|                                                                          |                            |       |                                                   |                                                                                           |
| 5 december WK 1958 kwalificatie № 310 «onderlinge duels» 19:15 uur (UTC) | Engeland                   | 5 – 2 | Denemarken                                        | Molineux Stadium, Wolverhampton Toeschouwers: 54.083 Scheidsrechter: Maurice Guigue (FRA) |
| 5 december WK 1958 kwalificatie № 310 «onderlinge duels» 19:15 uur (UTC) | Tommy Taylor 18', 20', 48' |       | 28', 52' Ove Bech Nielsen 56', 77' Duncan Edwards | Molineux Stadium, Wolverhampton Toeschouwers: 54.083 Scheidsrechter: Maurice Guigue (FRA) |

### 1957
|                                                                                    |                                    |       |               |                                                                                |
| 6 april British Home Championship 1956/57 № 311 «onderlinge duels» 15:00 uur (UTC) | Engeland                           | 2 – 1 | Schotland     | Wembley Stadium, Londen Toeschouwers: 97.520 Scheidsrechter: Piet Roomer (NED) |
| 6 april British Home Championship 1956/57 № 311 «onderlinge duels» 15:00 uur (UTC) | Derek Kevan 64' Duncan Edwards 84' |       | 1' Tommy Ring | Wembley Stadium, Londen Toeschouwers: 97.520 Scheidsrechter: Piet Roomer (NED) |

|                                                                       |                                                |       |                   |                                                                                  |
| 8 mei WK 1958 kwalificatie № 312 «onderlinge duels» 15:00 uur (UTC+1) | Engeland                                       | 5 – 1 | Ierland           | Wembley Stadium, Londen Toeschouwers: 51.000 Scheidsrechter: Hugh Phillips (SCO) |
| 8 mei WK 1958 kwalificatie № 312 «onderlinge duels» 15:00 uur (UTC+1) | Tommy Taylor 10', 19', 40' John Atyeo 38', 90' |       | 56' Dermot Curtis | Wembley Stadium, Londen Toeschouwers: 51.000 Scheidsrechter: Hugh Phillips (SCO) |

|                                                                        |                 |       |                                                        |                                                                                           |
| 15 mei WK 1958 kwalificatie № 313 «onderlinge duels» 18:30 uur (UTC+1) | Denemarken      | 1 – 4 | Engeland                                               | Københavns Idrætspark, Kopenhagen Toeschouwers: 35.000 Scheidsrechter: Albert Dusch (FRG) |
| 15 mei WK 1958 kwalificatie № 313 «onderlinge duels» 18:30 uur (UTC+1) | John Jensen 27' |       | 29' Johnny Haynes 71', 86' Tommy Taylor 76' John Atyeo | Københavns Idrætspark, Kopenhagen Toeschouwers: 35.000 Scheidsrechter: Albert Dusch (FRG) |

|                                                                        |                  |       |                |                                                                                 |
| 19 mei WK 1958 kwalificatie № 314 «onderlinge duels» 15:30 uur (UTC+1) | Ierland          | 1 – 1 | Engeland       | Dalymount Park, Dublin Toeschouwers: 47.600 Scheidsrechter: Hugh Phillips (SCO) |
| 19 mei WK 1958 kwalificatie № 314 «onderlinge duels» 15:30 uur (UTC+1) | Alf Ringstead 3' |       | 90' John Atyeo | Dalymount Park, Dublin Toeschouwers: 47.600 Scheidsrechter: Hugh Phillips (SCO) |

|                                                                                       |       |                                                             |          |                                                                                 |
| 19 oktober British Home Championship 1957/58 № 315 «onderlinge duels» 15:00 uur (UTC) | Wales | 0 – 4                                                       | Engeland | Ninian Park, Cardiff Toeschouwers: 58.000 Scheidsrechter: Thomas Mitchell (NIR) |
| 19 oktober British Home Championship 1957/58 № 315 «onderlinge duels» 15:00 uur (UTC) |       | 2' (e.d.) Mel Hopkins 44', 67' Johnny Haynes 64' Tom Finney |          | Ninian Park, Cardiff Toeschouwers: 58.000 Scheidsrechter: Thomas Mitchell (NIR) |

|                                                                                       |                                     |       |                                                       |                                                                                     |
| 6 november British Home Championship 1957/58 № 316 «onderlinge duels» 14:30 uur (UTC) | Engeland                            | 2 – 3 | Noord-Ierland                                         | Wembley Stadium, Londen Toeschouwers: 40.000 Scheidsrechter: Mervyn Griffiths (WAL) |
| 6 november British Home Championship 1957/58 № 316 «onderlinge duels» 14:30 uur (UTC) | Alan A'Court 60' Duncan Edwards 80' |       | 30' Jimmy McIlroy 65' Sammy McCrory 67' Billy Simpson | Wembley Stadium, Londen Toeschouwers: 40.000 Scheidsrechter: Mervyn Griffiths (WAL) |

|                                                                        |                                            |       |           |                                                                                     |
| 27 november Vriendschappelijk № 317 «onderlinge duels» 14:30 uur (UTC) | Engeland                                   | 4 – 0 | Frankrijk | Wembley Stadium, Londen Toeschouwers: 64.349 Scheidsrechter: Nikolay Latyshev (URS) |
| 27 november Vriendschappelijk № 317 «onderlinge duels» 14:30 uur (UTC) | Tommy Taylor 3', 33' Bobby Robson 24', 84' |       |           | Wembley Stadium, Londen Toeschouwers: 64.349 Scheidsrechter: Nikolay Latyshev (URS) |

### 1958
|                                                                                     |           |                                                           |          |                                                                                |
| 19 april British Home Championship 1957/58 № 318 «onderlinge duels» 15:00 uur (UTC) | Schotland | 0 – 4                                                     | Engeland | Hampden Park, Glasgow Toeschouwers: 127.874 Scheidsrechter: Albert Dusch (FRG) |
| 19 april British Home Championship 1957/58 № 318 «onderlinge duels» 15:00 uur (UTC) |           | 22' Bryan Douglas 35', 74' Derek Kevan 66' Bobby Charlton |          | Hampden Park, Glasgow Toeschouwers: 127.874 Scheidsrechter: Albert Dusch (FRG) |

|                                                                    |                         |       |                   |                                                                                   |
| 7 mei Vriendschappelijk № 319 «onderlinge duels» 19:30 uur (UTC+1) | Engeland                | 2 – 1 | Portugal          | Wembley Stadium, Londen Toeschouwers: 72.000 Scheidsrechter: Albert Alsteen (BEL) |
| 7 mei Vriendschappelijk № 319 «onderlinge duels» 19:30 uur (UTC+1) | Bobby Charlton 25', 62' |       | 51' Carlos Duarte | Wembley Stadium, Londen Toeschouwers: 72.000 Scheidsrechter: Albert Alsteen (BEL) |

|                                                                     |                                                                                |       |          |                                                                               |
| 11 mei Vriendschappelijk № 320 «onderlinge duels» 16:30 uur (UTC+1) | Joegoslavië                                                                    | 5 – 0 | Engeland | JNA Stadion, Belgrado Toeschouwers: 53.000 Scheidsrechter: István Zsolt (HUN) |
| 11 mei Vriendschappelijk № 320 «onderlinge duels» 16:30 uur (UTC+1) | Miloš Milutinović 23' Aleksandar Petaković 56', 77', 83' Todor Veselinović 86' |       |          | JNA Stadion, Belgrado Toeschouwers: 53.000 Scheidsrechter: István Zsolt (HUN) |

|                                                   |                     |       |                 |                                                                                             |
| 18 mei Vriendschappelijk № 321 «onderlinge duels» | Sovjet-Unie         | 1 – 1 | Engeland        | Centraal Leninstadion, Moskou Toeschouwers: 102.000 Scheidsrechter: Friedrich Seipelt (AUT) |
| 18 mei Vriendschappelijk № 321 «onderlinge duels» | Valentin Ivanov 78' |       | 45' Derek Kevan | Centraal Leninstadion, Moskou Toeschouwers: 102.000 Scheidsrechter: Friedrich Seipelt (AUT) |

| Wereldkampioenschap voetbal 1958 |
| -------------------------------- |

|                                                                   |                                          |       |                                       |                                                                          |
| 8 juni WK 1958 Groep B № 325 «onderlinge duels» 19:00 uur (UTC+1) | Sovjet-Unie                              | 2 – 2 | Engeland                              | Ullevi, Göteborg Toeschouwers: 49.348 Scheidsrechter: Istvan Zsolt (HUN) |
| 8 juni WK 1958 Groep B № 325 «onderlinge duels» 19:00 uur (UTC+1) | Nikita Simonjan 13' Aleksandr Ivanov 56' |       | 66' Derek Kevan 85' (pen.) Tom Finney | Ullevi, Göteborg Toeschouwers: 49.348 Scheidsrechter: Istvan Zsolt (HUN) |

|                                                                    |          |       |          |                                                                          |
| 11 juni WK 1958 Groep B № 323 «onderlinge duels» 19:00 uur (UTC+1) | Brazilië | 0 – 0 | Engeland | Ullevi, Göteborg Toeschouwers: 40.895 Scheidsrechter: Albert Dusch (FRG) |
| 11 juni WK 1958 Groep B № 323 «onderlinge duels» 19:00 uur (UTC+1) |          |       |          | Ullevi, Göteborg Toeschouwers: 40.895 Scheidsrechter: Albert Dusch (FRG) |

|                                                                    |                                   |       |                                   |                                                                            |
| 15 juni WK 1958 Groep B № 324 «onderlinge duels» 19:00 uur (UTC+1) | Oostenrijk                        | 2 – 2 | Engeland                          | Ryavallen, Borås Toeschouwers: 15.872 Scheidsrechter: Jan Bronkhorst (NED) |
| 15 juni WK 1958 Groep B № 324 «onderlinge duels» 19:00 uur (UTC+1) | Karl Koller 15' Alfred Körner 71' |       | 56' Johnny Haynes 74' Derek Kevan | Ryavallen, Borås Toeschouwers: 15.872 Scheidsrechter: Jan Bronkhorst (NED) |

|                                                                     |          |                   |             |                                                                          |
| 17 juni WK 1958 Play-off № 325 «onderlinge duels» 19:00 uur (UTC+1) | Engeland | 0 – 1             | Sovjet-Unie | Ullevi, Göteborg Toeschouwers: 23.182 Scheidsrechter: Albert Dusch (FRG) |
| 17 juni WK 1958 Play-off № 325 «onderlinge duels» 19:00 uur (UTC+1) |          | 69' Anatoli Iljin |             | Ullevi, Göteborg Toeschouwers: 23.182 Scheidsrechter: Albert Dusch (FRG) |

|  |  |  |  |  |  |  |  |  |

|                                                                                        |                                                   |       |                                        |                                                                                 |
| 4 oktober British Home Championship 1958/59 № 326 «onderlinge duels» 15:00 uur (UTC+1) | Noord-Ierland                                     | 3 – 3 | Engeland                               | Windsor Park, Belfast Toeschouwers: 58.000 Scheidsrechter: Bobby Davidson (SCO) |
| 4 oktober British Home Championship 1958/59 № 326 «onderlinge duels» 15:00 uur (UTC+1) | Billy Cush 16' Bertie Peacock 54' Tommy Casey 67' |       | 31', 77' Bobby Charlton 61' Tom Finney | Windsor Park, Belfast Toeschouwers: 58.000 Scheidsrechter: Bobby Davidson (SCO) |

|                                                                       |                                                                  |       |             |                                                                                    |
| 22 oktober Vriendschappelijk № 327 «onderlinge duels» 14:30 uur (UTC) | Engeland                                                         | 5 – 0 | Sovjet-Unie | Wembley Stadium, Londen Toeschouwers: 100.000 Scheidsrechter: Maurice Guigue (FRA) |
| 22 oktober Vriendschappelijk № 327 «onderlinge duels» 14:30 uur (UTC) | Johnny Haynes 45', 63', 80' Bobby Charlton 84' Nat Lofthouse 89' |       |             | Wembley Stadium, Londen Toeschouwers: 100.000 Scheidsrechter: Maurice Guigue (FRA) |

|                                                                                        |                          |       |                                       |                                                                                |
| 26 november British Home Championship 1958/59 № 328 «onderlinge duels» 14:00 uur (UTC) | Engeland                 | 2 – 2 | Wales                                 | Villa Park, Birmingham Toeschouwers: 41.581 Scheidsrechter: Albert Dusch (FRG) |
| 26 november British Home Championship 1958/59 № 328 «onderlinge duels» 14:00 uur (UTC) | Peter Broadbent 42', 75' |       | 15' Derek Tapscott 70' Ivor Allchurch | Villa Park, Birmingham Toeschouwers: 41.581 Scheidsrechter: Albert Dusch (FRG) |

### 1959
|                                                                                     |                    |       |           |                                                                                   |
| 11 april British Home Championship 1958/59 № 329 «onderlinge duels» 15:00 uur (UTC) | Engeland           | 1 – 0 | Schotland | Wembley Stadium, Londen Toeschouwers: 98.329 Scheidsrechter: Joaquim Campos (POR) |
| 11 april British Home Championship 1958/59 № 329 «onderlinge duels» 15:00 uur (UTC) | Bobby Charlton 59' |       |           | Wembley Stadium, Londen Toeschouwers: 98.329 Scheidsrechter: Joaquim Campos (POR) |

|                                                                    |                                       |       |                                       |                                                                                 |
| 6 mei Vriendschappelijk № 330 «onderlinge duels» 15:00 uur (UTC+1) | Engeland                              | 2 – 2 | Italië                                | Wembley Stadium, Londen Toeschouwers: 92.000 Scheidsrechter: Albert Dusch (FRG) |
| 6 mei Vriendschappelijk № 330 «onderlinge duels» 15:00 uur (UTC+1) | Bobby Charlton 26' Warren Bradley 38' |       | 56' Sergio Brighenti 61' Amos Mariani | Wembley Stadium, Londen Toeschouwers: 92.000 Scheidsrechter: Albert Dusch (FRG) |

|                                                                     |          |       |          |                                                                                  |
| 13 mei Vriendschappelijk № 331 «onderlinge duels» 15:30 uur (UTC−3) | Brazilië | 2 – 0 | Engeland | Maracanã, Rio de Janeiro Toeschouwers: 117.230 Scheidsrechter: Juan Brozzi (ARG) |
| 13 mei Vriendschappelijk № 331 «onderlinge duels» 15:30 uur (UTC−3) | ?        |       |          | Maracanã, Rio de Janeiro Toeschouwers: 117.230 Scheidsrechter: Juan Brozzi (ARG) |

|                                                                     |      |       |                   |                                                                                |
| 17 mei Vriendschappelijk № 332 «onderlinge duels» 15:45 uur (UTC−5) | Peru | 4 – 1 | Engeland          | Estadio Nacional, Lima Toeschouwers: 50.306 Scheidsrechter: Erwin Hieger (PER) |
| 17 mei Vriendschappelijk № 332 «onderlinge duels» 15:45 uur (UTC−5) | ?    |       | 58' Jimmy Greaves | Estadio Nacional, Lima Toeschouwers: 50.306 Scheidsrechter: Erwin Hieger (PER) |

|                                                                     |        |       |                 | |
| 24 mei Vriendschappelijk № 333 «onderlinge duels» 12:00 uur (UTC−6) | Mexico | 2 – 1 | Engeland        | Estadio Olímpico Universitario, Mexico-Stad Toeschouwers: 83.000 Scheidsrechter: Eunápio Queiroz (BRA) |
| 24 mei Vriendschappelijk № 333 «onderlinge duels» 12:00 uur (UTC−6) | ?      |       | 14' Derek Kevan | Estadio Olímpico Universitario, Mexico-Stad Toeschouwers: 83.000 Scheidsrechter: Eunápio Queiroz (BRA) |

|                                                                     |                  |       | |                                                                                  |
| 28 mei Vriendschappelijk № 334 «onderlinge duels» 20:00 uur (UTC−7) | Verenigde Staten | 1 – 8 | Engeland | Wrigley Field, Los Angeles Toeschouwers: 13.000 Scheidsrechter: Ray Morgan (CAN) |
| 28 mei Vriendschappelijk № 334 «onderlinge duels» 20:00 uur (UTC−7) | Ed Murphy 8'     |       | 35' Warren Bradley 52', 69' Ron Flowers 64', 82' (pen.), 85' Bobby Charlton 74' Derek Kevan 87' Johnny Haynes | Wrigley Field, Los Angeles Toeschouwers: 13.000 Scheidsrechter: Ray Morgan (CAN) |

|                                                                                       |                  |       |                   |                                                                                 |
| 17 oktober British Home Championship 1959/60 № 335 «onderlinge duels» 15:00 uur (UTC) | Wales            | 1 – 1 | Engeland          | Ninian Park, Cardiff Toeschouwers: 62.634 Scheidsrechter: Thomas Mitchell (NIR) |
| 17 oktober British Home Championship 1959/60 № 335 «onderlinge duels» 15:00 uur (UTC) | Graham Moore 89' |       | 25' Jimmy Greaves | Ninian Park, Cardiff Toeschouwers: 62.634 Scheidsrechter: Thomas Mitchell (NIR) |

|                                                                       |                                     |       |                                               |                                                                                   |
| 28 oktober Vriendschappelijk № 336 «onderlinge duels» 14:30 uur (UTC) | Engeland                            | 2 – 3 | Zweden                                        | Wembley Stadium, Londen Toeschouwers: 72.000 Scheidsrechter: Bobby Davidson (SCO) |
| 28 oktober Vriendschappelijk № 336 «onderlinge duels» 14:30 uur (UTC) | John Connelly 8' Bobby Charlton 81' |       | 52', 57' Agne Simonsson 75' Bengt Salomonsson | Wembley Stadium, Londen Toeschouwers: 72.000 Scheidsrechter: Bobby Davidson (SCO) |

|                                                                                        |                             |       |                   |                                                                                  |
| 18 november British Home Championship 1959/60 № 337 «onderlinge duels» 14:30 uur (UTC) | Engeland                    | 2 – 1 | Noord-Ierland     | Wembley Stadium, Londen Toeschouwers: 60.000 Scheidsrechter: Leo Callaghan (WAL) |
| 18 november British Home Championship 1959/60 № 337 «onderlinge duels» 14:30 uur (UTC) | Joe Baker 16' Ray Parry 89' |       | 88' Billy Bingham | Wembley Stadium, Londen Toeschouwers: 60.000 Scheidsrechter: Leo Callaghan (WAL) |

UEFA: Albanië · België · Bulgarije · Denemarken · West-Duitsland · Duitse Democratische Republiek · Engeland · Finland · Frankrijk · Griekenland · Hongarije · Ierland · IJsland · Italië · Joegoslavië · Kroatië · Luxemburg · Malta · Nederland · Noord-Ierland · Noorwegen · Oostenrijk · Polen · Portugal · Roemenië · Saarland · Schotland · Sovjet-Unie · Spanje · Tsjecho-Slowakije · Turkije · Wales · Zweden · Zwitserland

AFC: Israël
FA · A-internationals · Selecties · Bondscoaches · Engels vrouwenelftal · Brits olympisch elftal · Engeland -21 · Engeland -20 · Engeland -19 · Engeland -18 · Engeland -17 · Engeland -16 · Vrouwen -17
1872 – 1899 ·
1900 – 1919 ·
1920 – 1929 ·
1930 – 1939 ·
1940 – 1949 ·
1950 – 1959 ·
1960 – 1969 ·
1970 – 1979 ·
1980 – 1989 ·
1990 – 1999 ·
2000 – 2009 ·
2010 – 2019 ·
2020 − 2029
EK's: 1968 ·
1980 ·
1988 ·
1992 ·
1996 ·
2000 ·
2004 ·
2012 · 
2016 · 
2020 · 
2024
WK's: 1950 ·
1954 ·
1958 ·
1962 ·
1966 ·
1970 ·
1982 ·
1986 ·
1990 ·
1998 ·
2002 ·
2006 ·
2010 ·
2014 ·
2018 · 
2022
Albanië ·
Algerije ·
Andorra ·
Argentinië ·
Australië ·
Azerbeidzjan ·
België ·
Bosnië en Herzegovina ·
Brazilië ·
Bulgarije ·
Canada ·
Chili ·
China ·
Colombia ·
Costa Rica ·
Cyprus ·
Denemarken ·
DDR · 
Duitsland ·
Ecuador ·
Egypte ·
Estland ·
Finland ·
Frankrijk ·
Georgië ·
Ghana ·
GOS ·
Griekenland ·
Honduras ·
Hongarije ·
Ierland ·
IJsland · 
Iran ·
Israël ·
Italië ·
Ivoorkust ·
Jamaica ·
Japan ·
Joegoslavië ·
Kameroen ·
Kazachstan ·
Koeweit ·
Kosovo ·
Kroatië ·
Letland ·
Liechtenstein ·
Litouwen ·
Luxemburg ·
Maleisië ·
Malta ·
Marokko ·
Mexico ·
Moldavië ·
Montenegro ·
Nederland ·
Nieuw-Zeeland ·
Nigeria ·
Noord-Ierland ·
Noord-Macedonië ·
Noorwegen ·
Oekraïne ·
Oostenrijk ·
Panama · 
Paraguay ·
Peru · 
Polen ·
Portugal ·
Roemenië ·
Rusland ·
San Marino · 
Saoedi-Arabië ·
Schotland ·
Senegal ·
Servië ·
Servië en Montenegro · 
Slovenië ·
Slowakije ·
Sovjet-Unie ·
Spanje ·
Trinidad en Tobago ·
Tsjechië ·
Tsjecho-Slowakije ·
Tunesië ·
Turkije ·
Uruguay ·
Verenigde Staten ·
Wales ·
Wit-Rusland ·
Zuid-Afrika ·
Zuid-Korea ·
Zweden ·
Zwitserland
Algerije (2010) · 
Argentinië (1986) · 
Argentinië (1998) · 
Argentinië (2002) · 
België (1990) · 
België (2018, 1) · 
België (2018, 2) · 
Brazilië (2002) · 
Colombia (1998) ·
Colombia (2018) ·
Costa Rica (2014) ·
Denemarken (2002) ·
Denemarken (2021) · 
Duitsland (2000) ·
Duitsland (2010) ·
Duitsland (2021) ·
Ecuador (2006) ·
Egypte (1990) ·
Frankrijk (1982) ·
Frankrijk (2012) ·
Frankrijk (2022) ·
Ierland (1990) · 
IJsland (2016) ·
Italië (1990) · 
Italië (2012) · 
Italië (2014) · 
Italië (2021) · 
Kameroen (1990) · 
Koeweit (1982) · 
Kroatië (2018) ·
Kroatië (2021) · 
Marokko (1986) · 
Nederland (1990) · 
Nigeria (2002) · 
Oekraïne (2012) · 
Oekraïne (2021) ·
Panama (2018) · 
Paraguay (1986) · 
Paraguay (2006) · 
Polen (1986) · 
Portugal (1986) · 
Portugal (2000) · 
Portugal (2006) · 
Roemenië (1998) ·
Roemenië (2000) ·
Rusland (2016) ·
Schotland (2021) ·
Senegal (2022) ·
Slovenië (2010) ·
Slowakije (2016) ·
Spanje (1982) ·
Spanje (2024) ·
Trinidad en Tobago (2006) ·
Tsjechië (2021) ·
Tsjecho-Slowakije (1982) ·
Tunesië (1998) ·
Tunesië (2018) ·
Uruguay (2014) ·
Verenigde Staten (2010) ·
Wales (2016) · 
West-Duitsland (1966) ·
West-Duitsland (1982) ·
West-Duitsland (1990) ·
Zweden (2002) ·
Zweden (2006) · 
Zweden (2012)